# Anthony Wolfe
Anthony Wolfe   (Manzanilla, 23 de desembre de 1983) és un exfutbolista de Trinitat i Tobago de la dècada de 2000 i 2010.
Fou 34 cops internacional amb la selecció de Trinitat i Tobago.
Pel que fa a clubs, destacà a North East Stars, San Juan Jabloteh, Atlanta Silverbacks i Churchill Brothers.